# Phoeniconaias minor
El flamenco enano o flamenco chico (Phoeniconaias minor) es una especie de ave de la familia Phoenicopteridae comúnmente encontradas en África (principalmente en el Gran Valle del Rift), en Pakistán y al noroeste de la India. Raramente se le puede ver individuos divagantes en la región sur de Europa, donde la mayoría de los avistamientos se reportan en España. No se conocen subespecies. Fue tratada como la única especie del género monotípico Phoeniconaias creado por George Robert Gray en el año 1869.

## Características
La diferencia más clara entre esta especie y el flamenco común (Phoenicopterus roseus) es una coloración mucho más oscura del pico. El tamaño no es un factor determinante a la hora de diferenciarlos, sobre todo cuando están todos reunidos, porque el tamaño entre los dos sexos también difiere dentro de la especie.

## Historia natural
Es el flamenco más pequeño y también el más numeroso, probablemente existan sobre dos millones de individuos de esta especie. En África, donde son más numerosos, anidan principalmente en el lago Natron, que es altamente cáustico, al norte de Tanzania. Como todos los flamencos, ponen un único huevo color blanquecino en un montículo construido en el barro. La mayoría de su plumaje es una mezcla entre rosado y blanco.
Las crías se unen a un grupo de otras crías poco después de salir del cascarón, algunas veces agrupando a un centenar de individuos. Las crías son cuidadas por unos pocos adultos que las alimentan y los guían a pie a los lugares donde hay agua fresca, un viaje que puede alcanzar los 32 kilómetros.
Esta especie se alimenta principalmente de Spirulina, una cianobacteria que crece solo en lagos muy alcalinos. Aunque su color es azulverdoso, la bacteria contiene pigmentos fotosintéticos que le dan al ave su color característico. Su pico está especialmente adaptado para filtrar su pequeño alimento. 
Son depredados por una gran variedad de especies entre ellas el marabú, babuinos, el pigargo africano y el chacal.
La población de dos lagos africanos, el Nakuru y el Bogoria, se ha visto muy perjudicada en los años recientes, y se sospecha que la causa es la contaminación y posterior envenenamiento por metales pesados.
Esta especie es una de las que el Acuerdo para la Conservación de aves acuáticas migratorias africanas (AEWA) reconoce.

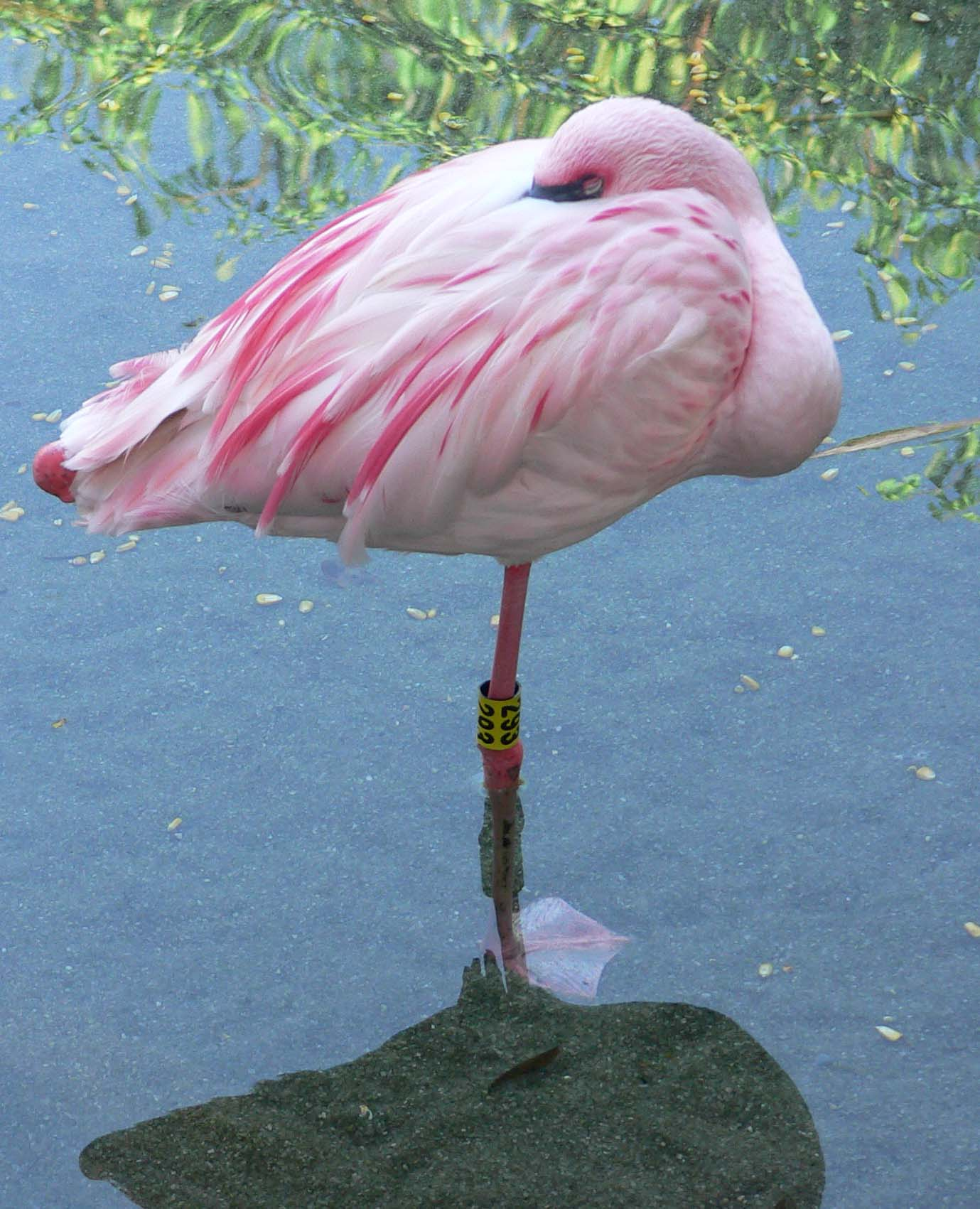
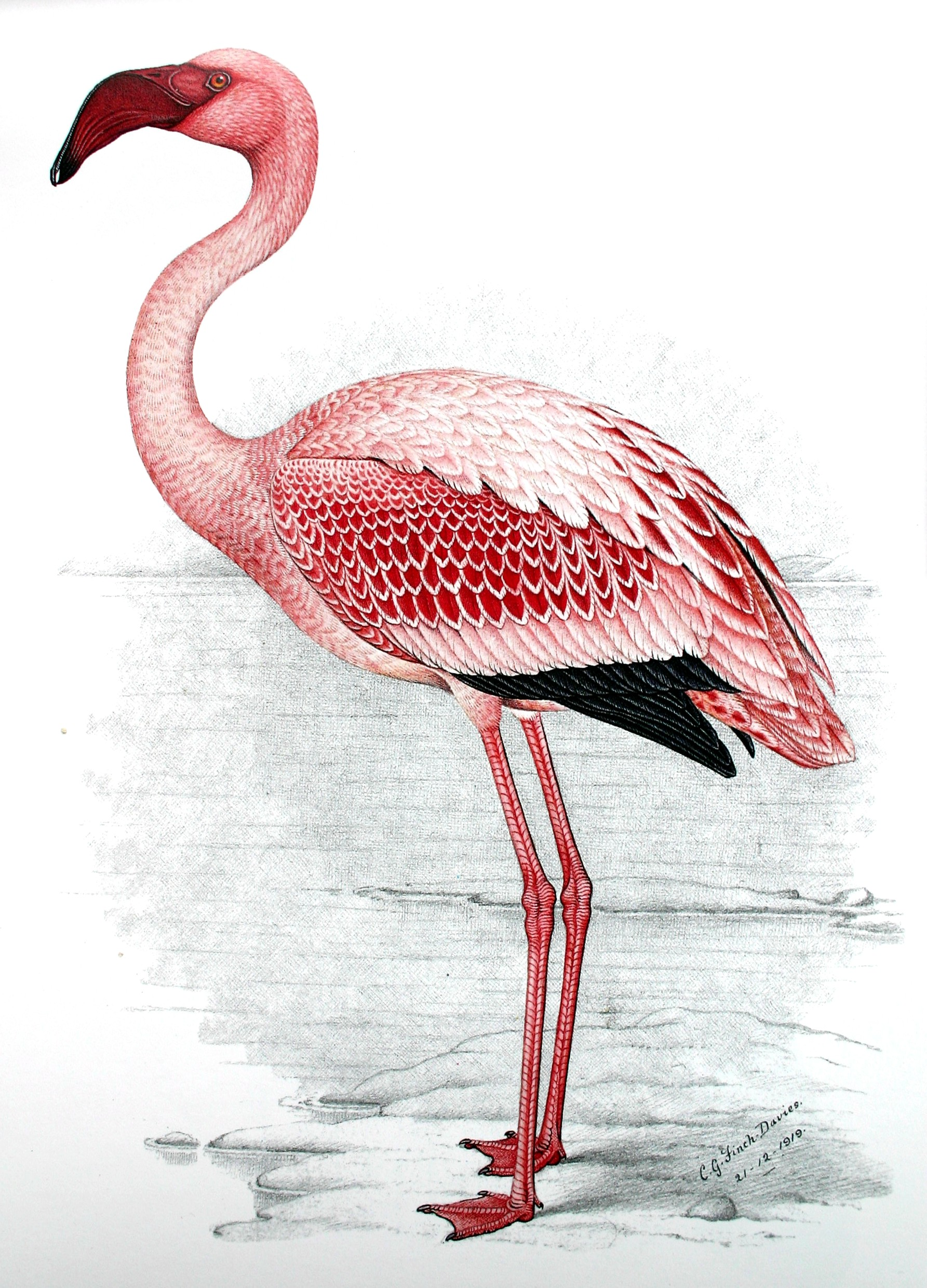
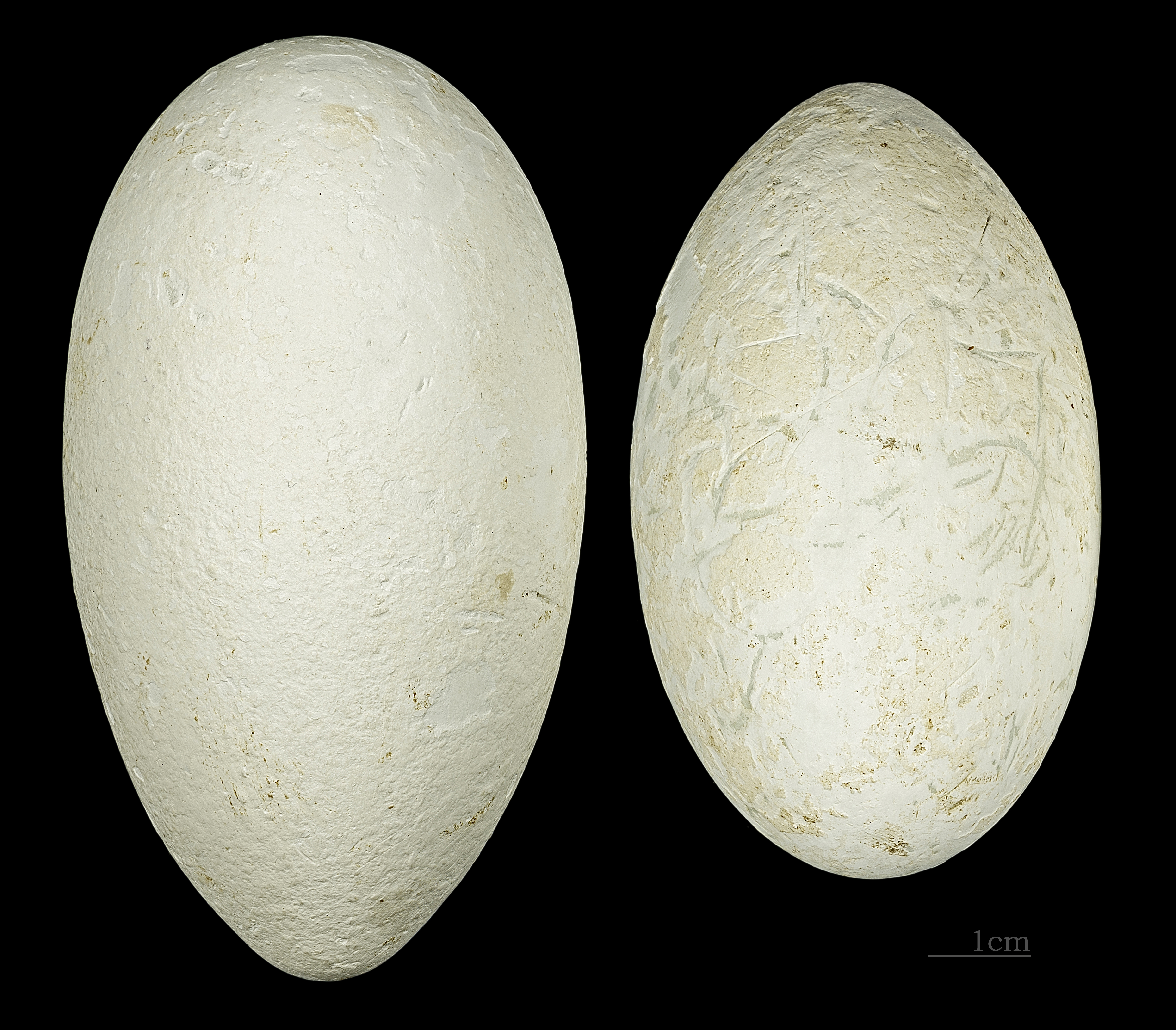
Huevos de Phoeniconaias minor

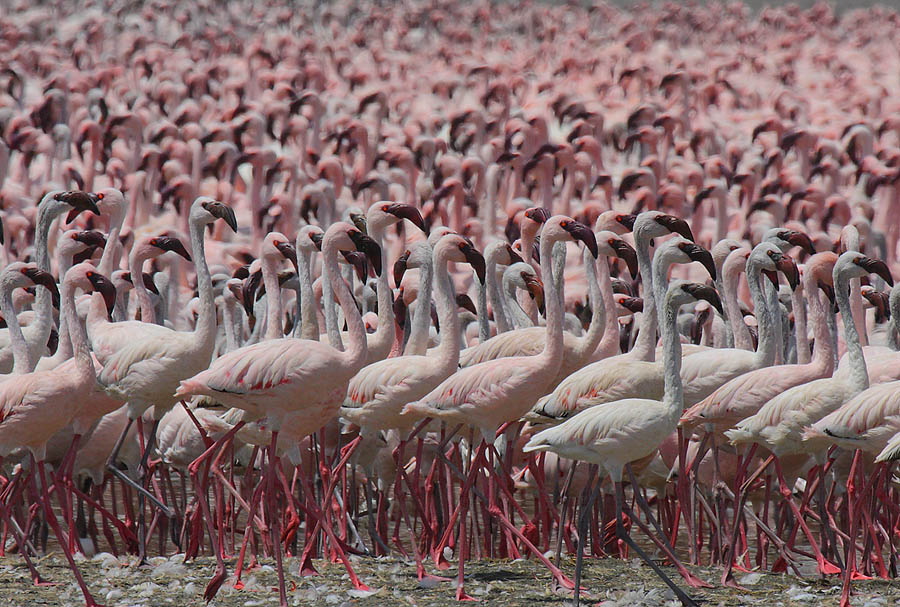
Bandada de flamencos en el lago Bogoria, Kenia